# Toyota LiteAce
Toyota Lite Ace (Тойота Лайт Эйс) — минивэн, аналог грузовика Toyota Town Ace. Наличие одноплатформенных аналогов связано с особенностями системы сбыта компании Toyota. Кроме Японии, часто встречаются в странах с левосторонним движением — Австралии, Великобритании, а также в России.
Аналоги с левосторонним расположением руля для рынков США и Европы (1983—1991) получили также названия Toyota Space Cruiser и Toyota Model-F.
До 1986 года выпускался исключительно заднеприводный вариант, затем появились полноприводные микроавтобусы и микрогрузовики с принудительно подключаемым передним мостом (Part time 4WD).
До 1996 года данная модель изготавливалась в виде рамного минивэна со среднемоторной компоновкой двигателя, в пассажирском (7—9 мест) и грузовом (5 мест) варианте, с МКП и АКПП Aisin.
Комплектации:
- DХ — грузовая (кондиционер);
- AXL — улучшенная грузовая (дополнительно: электропривод стеклоподъемников, улучшенная оптика)
- GXL — пассажирская (дополнительно: СD-магнитола, доп.кондиционер/печка для салона, электролюки, электропривод зеркал);
- FXV — улучшенная пассажирская (дополнительно: холодильник, шторки на электроприводах, электрообогрев зеркал).

На них устанавливались низкофорсированные (до 100 л. с.) бензиновые карбюраторные и инжекторные двигатели серии Y и K, а также дизельными атмосферные и оснащенные турбиной двигатели серии С.
В результате смены модельного ряда минивэнов в конце 1996 г., под влиянием ограничений в ряде стран на бескапотные пассажирские минивэны, расположение двигателя было вынесено вперед, появился капот, система Part time сменилась на постоянный полный привод (Full time 4WD). Бензиновые двигатели серии Y (3Y-EU) были заменены на более мощные серии S (инжекторный 3S-FE). Пассажирский вариант получил название Toyota Lite Ace Noah (1996—2001), затем преобразился в Toyota Noah и Toyota Voxy. Грузо-пассажирский фургон и микрогрузовик выпускаются под прежним названием. C 2008 года фургон выпускается только моноприводным и оснащён 1,5 литровым бензиновым двигателем с МКП и АКПП.